# Korzkiew (hrad)
Hrad v Korzkiewu je jedním z hradů v oblasti Krakovsko-čenstochovské vysočiny na tzv. stezce Orlích hnízd. Tyto hrady vznikaly ve 14. století v době vlády Kazimíra III. Velikého, posledního polského krále z rodu Piastovců a měly chránit zemi před expanzi západních sousedů. Hrad byl později přestavěn. Posléze však ztrácel na významu a přestal být obýván. V současné době je atraktivním turistickým cílem a nachází se v zde hotel.

## Korzkiew (hrad)

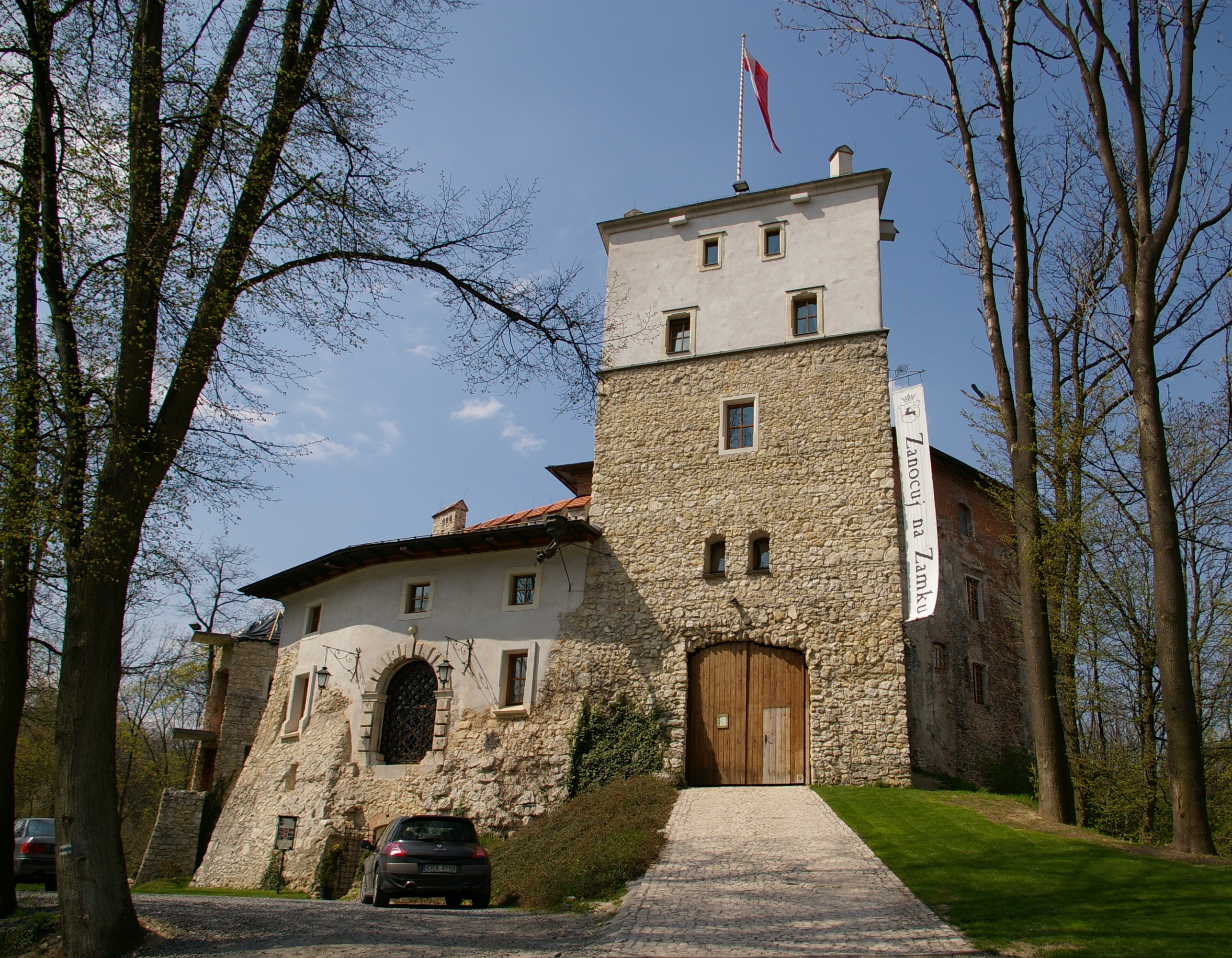
Pohled na vstup na hrad

Hrad Korzkiew se nachází ve vsi stejného jména pouhých 13 km od centra Krakova v Krakovsko-Čenstochovské Juře. Historie tohoto rytířského hradu sahá až do vlády Piastovců. V roce 1352 tento hrad koupil rytíř Jan ze Syrokomly a postavil zde obdélnou kamennou věž se suterénem, která měla obrannou a obytnou funkci. Později hrad měnil své majitele (Szczepan Świętopełk z Irzą, obchodník Piotr Krupka, rodiny Zborowských, Ługowských a Jordan). Rodina Ługowských zde vytvořila své rodinné sídlo a budova byla přestavěna. O přestavbu hradu, který byl modernizován a jehož gotická obytná část byla rozšířena, svědčí také to, že zde krátce pobýval i tehdejší panovník August II. Saský. Při úpravách hradu bylo později přidáno renesanční podkroví. Na konci 18. století jej vlastnila rodina Wodzicki. Postupně však ztrácel hrad na svém významu a od konce 19. století počal postupně chátrat. V roce 1997 se jeho novým majitelem stal architekt Jerzy Donimirski, který se ujal jeho renovace a přestavby. Nyní hrad slouží také jako hotel, který poskytuje romantické hostiny a ubytování.

## Galerie

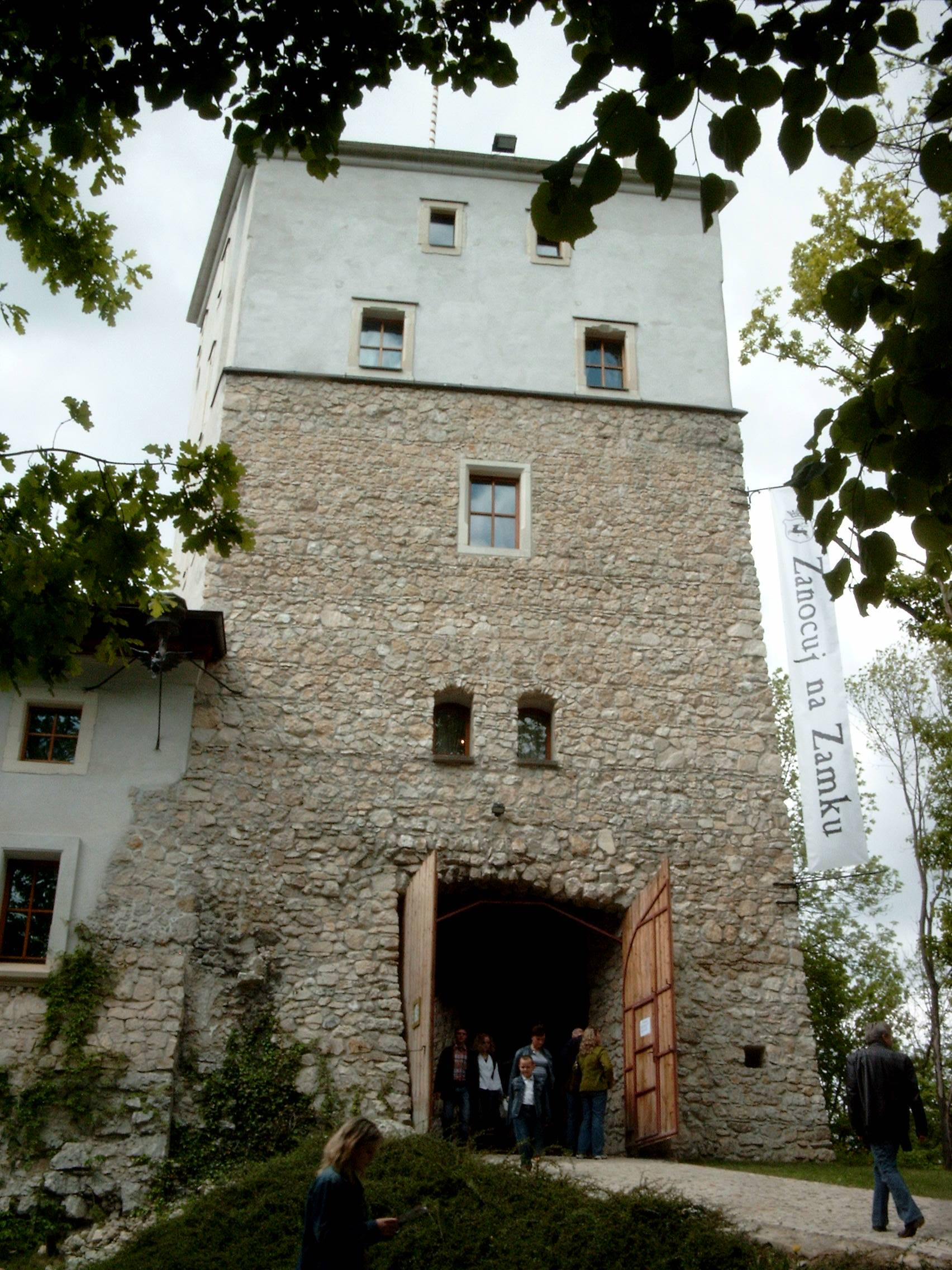
Věž hradu v Korzkwi
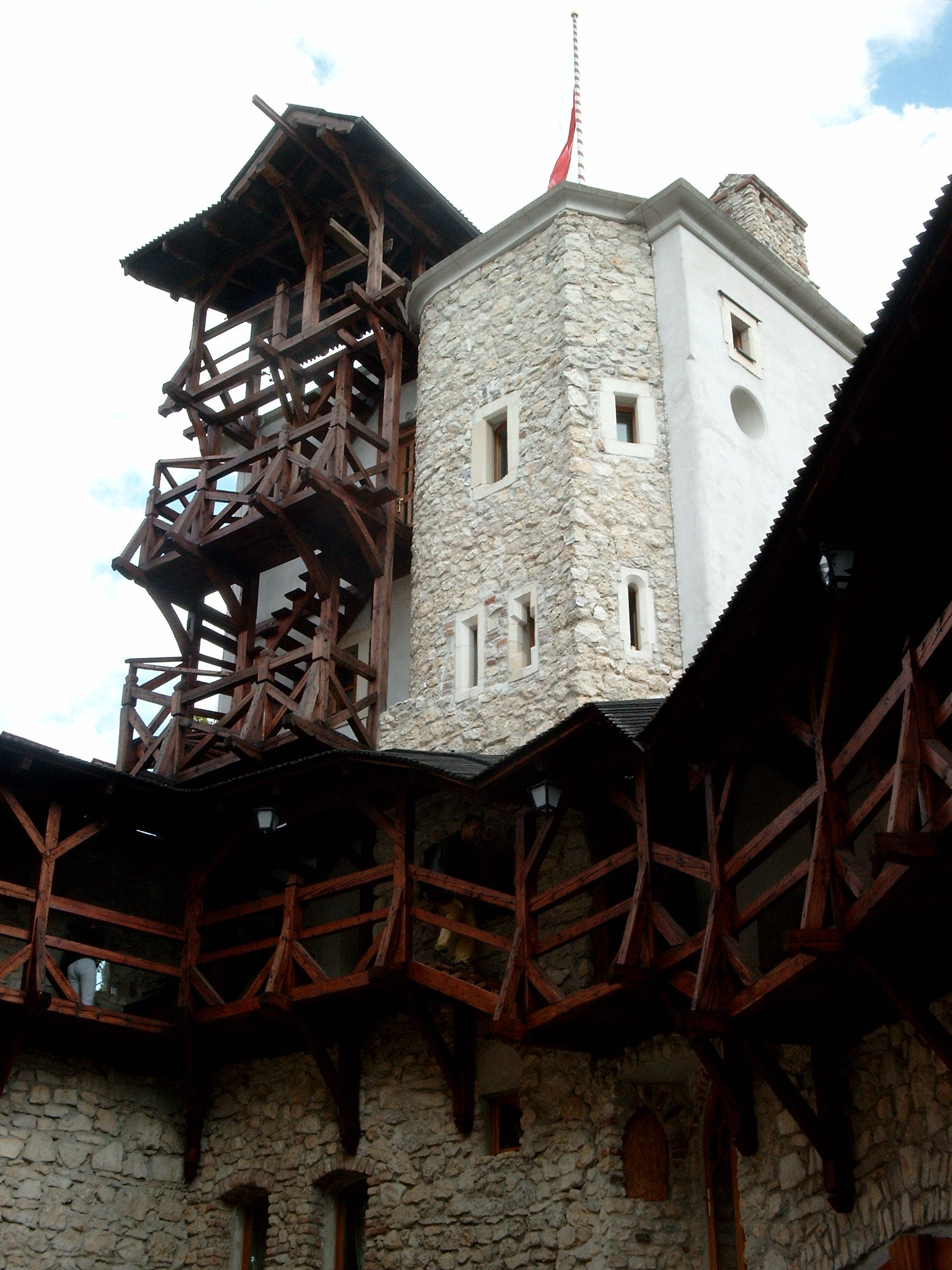
Hrad v Korzkwi - pohled na věž z nádvoří
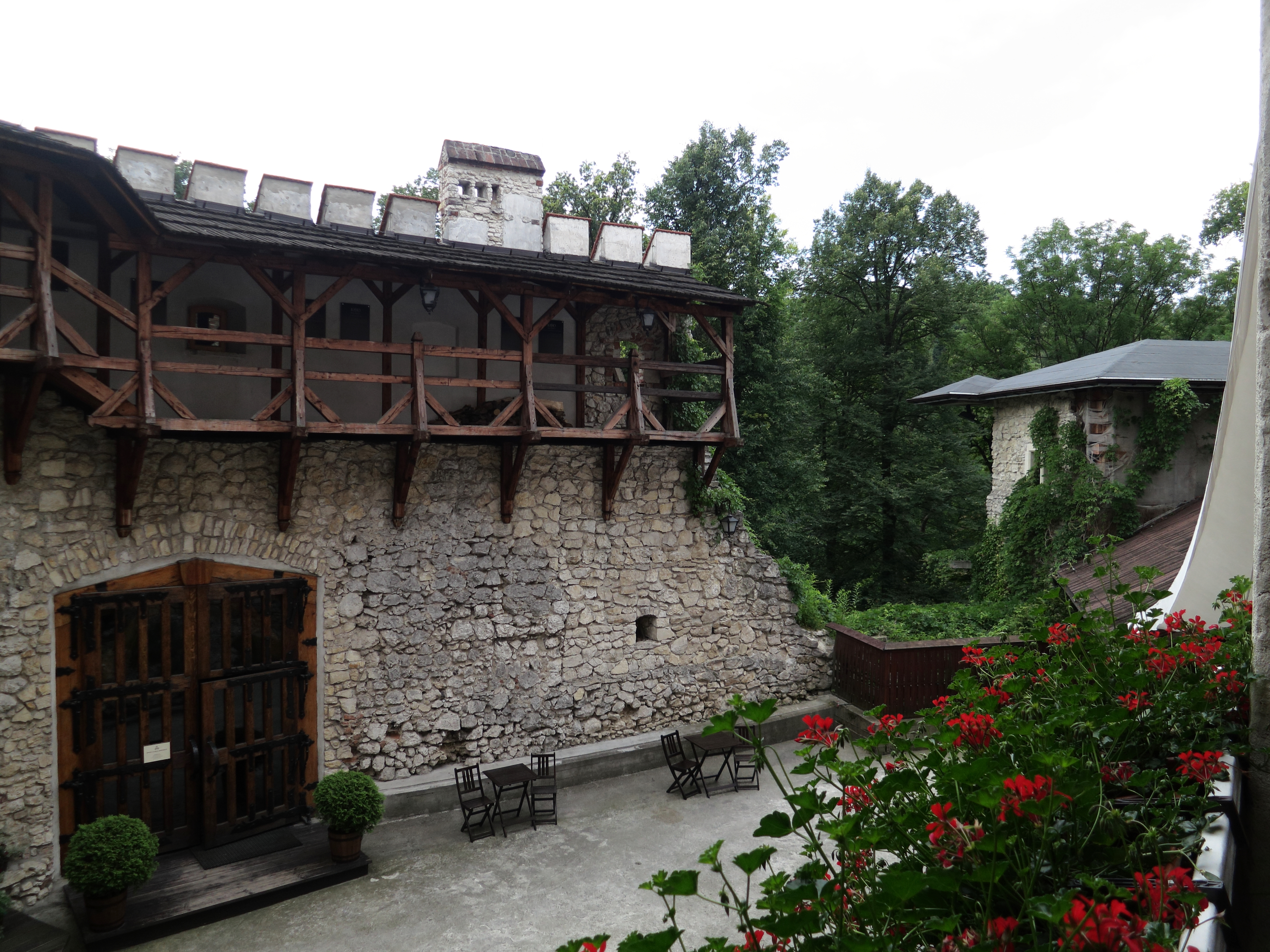
Hrad Korzkiew - nádvoří
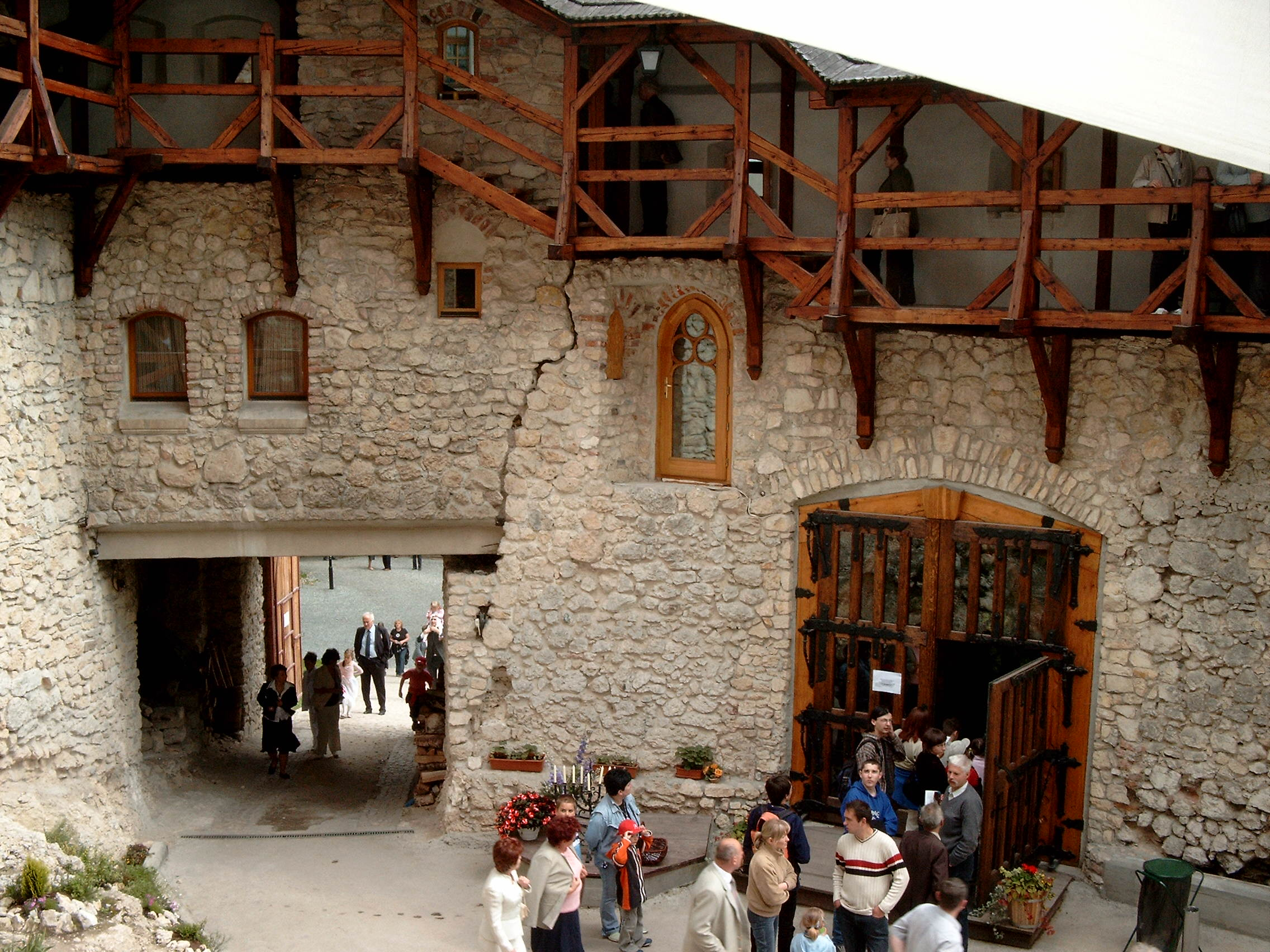
Hrad v Korzkwi - nádvoří
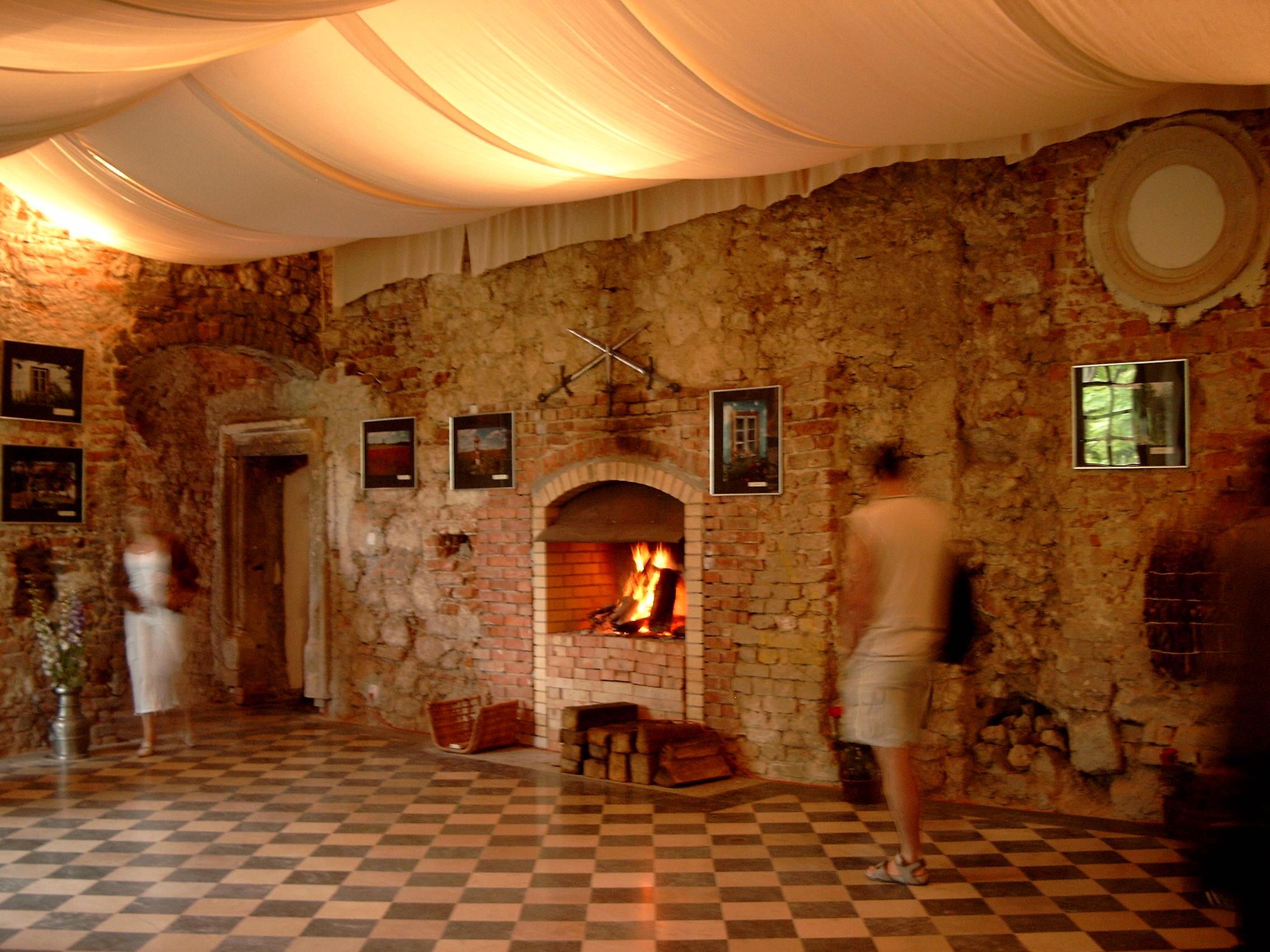
Hrad v Korzkwi - sál
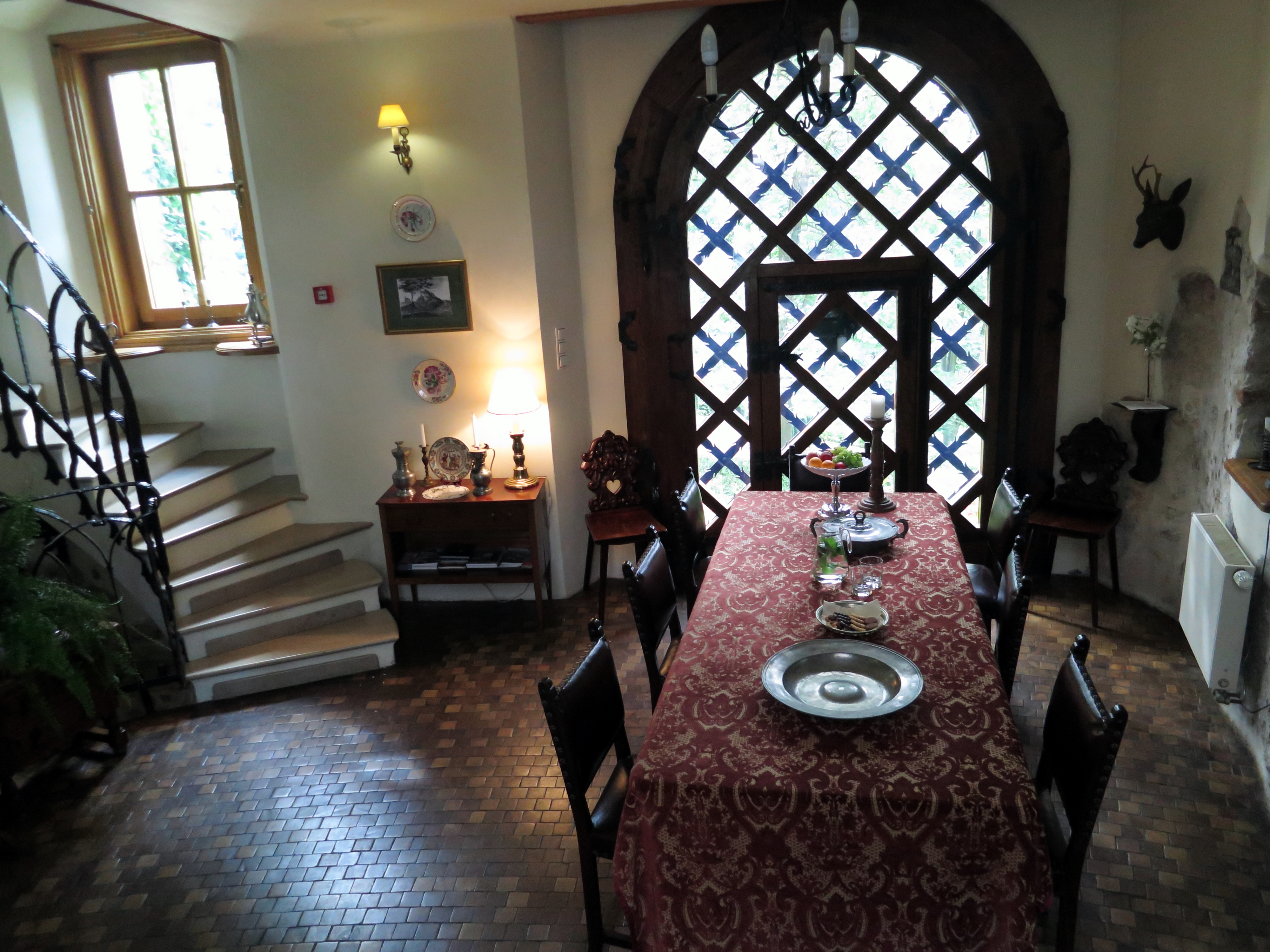
Hrad v Korzkwi - interiér
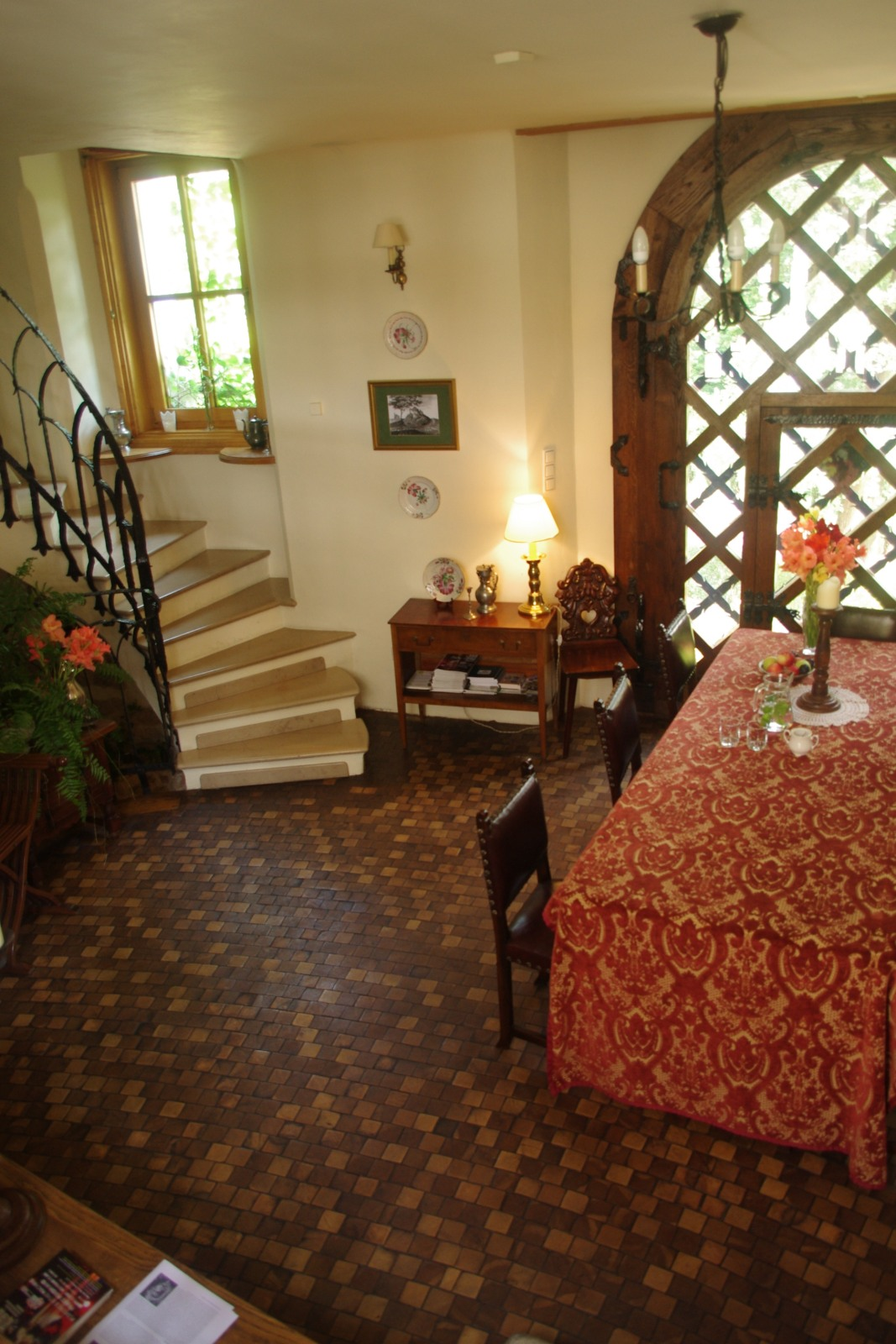
Hrad v Korzkwi - interiér
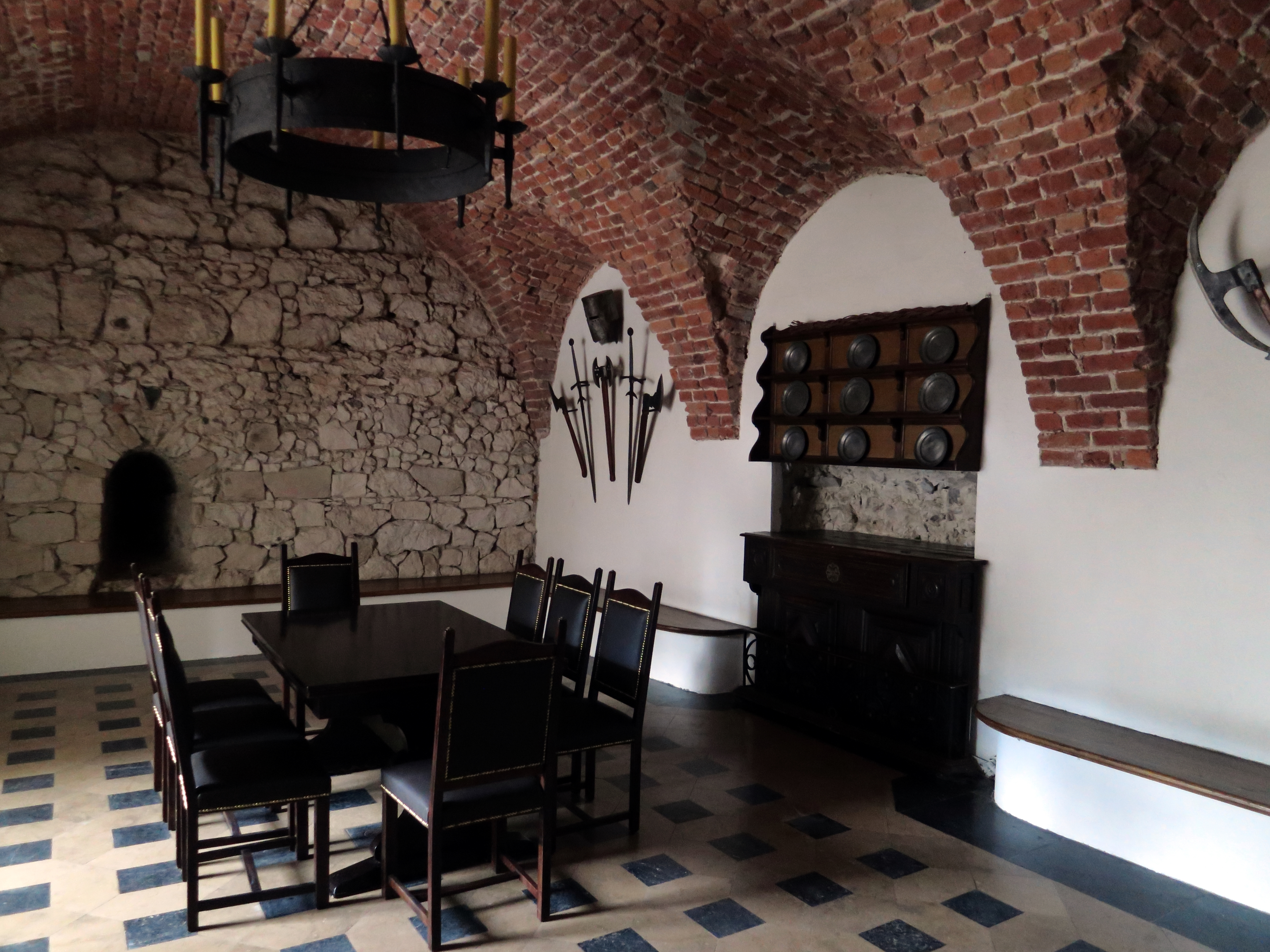
Hrad v Korzkwi - interiér